# تميم إقبال
تميم إقبال (20 مارس 1989 في بنغلاديش - ) (بالبنغالية: তামিম ইকবাল) هو لاعب كريكت بنغلاديشي ونيوزلندي. شارك مع منتخب بنغلادش الوطني للكريكت. أما مع النوادي، فقد لعب مع Chittagong Vikings ‏ وDurbar Rajshahi ‏ ونادي مقاطعة نوتنغهامشير للكريكت ‏ وPune Warriors India ‏ وChittagong Division cricket team ‏ وWellington cricket team ‏.

## وصلات خارجية
- تميم إقبال على موقع إي آس بي آن كريك إنفو (الإنجليزية)